# Wonder Egg Priority
Wonder Egg Priority (jap. ワンダーエッグ・プライオリティ Wandā Eggu Puraioriti) – 13-odcinkowy telewizyjny serial anime emitowany od 12 stycznia 2021 do 30 czerwca 2021. Został stworzony i napisany przez Shinjiego Nojimę i wyreżyserowany przez Shina Wakabayashiego. W produkcji udział wzięły: CloverWorks, Aniplex, Nippon Television i D.N. Dream Partners.

## Fabuła
Seria dotyczy losów czternastoletniej dziewczyny Ai Ohto, która po samobójstwie swojej bliskiej przyjaciółki Koito Nagase przestała uczęszczać do szkoły. Podczas wieczornego spaceru tajemniczy głos doprowadza główną bohaterkę do jajka, czyli tytułowego „Wonder Egg”. W świecie marzeń sennych wykluwa się z niego dziewczyna, którą Ai musi ochronić przed pojawiającymi się potworami. Pomyślne wykonanie zadania zainicjowało ponowne pojawienie się tajemniczego głosu, który oznajmił, że uratowanie w ten sposób innych osób wyklutych z jajek może przywrócić jej martwą przyjaciółkę do życia. Ai Ohto nie jest jedyną osobą w takiej sytuacji. Taką propozycję otrzymały również inne bohaterki: Neiru Aouma, Rika Kawai i Momoe Sawaki.

## Bohaterowie
- Ai Ohto (jap. 大戸 アイ Ōto Ai)

Seiyū: Kanata Aikawa 
- Neiru Aonuma (jap. 青沼 ねいる Aonuma Neiru)

Seiyū: Tomori Kusunoki 
- Rika Kawai (jap. 川井 リカ Kawai Rika)

Seiyū: Shuka Saitō 
- Momoe Sawaki (jap. 沢木 桃恵 Sawaki Momoe)

Seiyū: Hinaki Yano 
- Koito Nagase (jap. 長瀬 小糸 Nagase Koito)

Seiyū: Azusa Tadokoro 
- Shūichirō Sawaki (jap. 沢木 修一郎 Sawaki Shūichirō)

Seiyū: Masatomo Nakazawa 
- Acca (jap. アカ Aka)

Seiyū: Yūya Uchida 
- Ura-Acca (jap. 裏 アカ Ura Aka)

Seiyū: Hiroki Takahashi 
- Frill (jap. フリル Furiru)

Seiyū: Megumi Yamaguchi 